# Benjamin Tillman
Benjamin Ryan Tillman, född 11 augusti 1847 i Trenton, South Carolina, död 3 juli 1918 i Washington, D.C., var en amerikansk politiker (demokrat). Han var känd för sina rasistiska åsikter och han spelade en central roll bakom introducerandet av Jim Crow-lagar i South Carolina. Han var guvernör i South Carolina 1890-1894. Han representerade sedan South Carolina i USA:s senat från 1895 fram till sin död. Han var bror till politikern George D. Tillman.
Tillman var av engelsk härkomst. Under rekonstruktionstiden var han med i paramilitära trupper som kallades rödskjortor. Deras uppgift var att med våld underlätta demokraternas kampanj som förde Wade Hampton III till valseger i guvernörsvalet 1876. Speciellt beryktad var massakern i småstaden Hamburg i Aiken County där sju personer miste livet. Trupperna i nationalgardet som försvarade staden mot rödskjortornas angrepp bestod av frigivna slavar. Fyra av dödsoffren kom till på det sättet att rödskjortorna avrättade sina fångar för att injaga skräck i delstatens svarta befolkning. Tillman var en av rödskjortorna i Hamburg. 
Tillman var en fanatisk rasist som hotade de svarta med förintelse om de inte underkuvar sig: "The Negro must remain subordinate or be exterminated". Han vann guvernörsvalet 1890 med 80% av rösterna. Han omvaldes två år senare. Han deltog i 1895 års konstitutionskonvent i South Carolina. Som ordförande i konventets rösträttsutskott drev han igenom nya Jim Crow-lagar som drastiskt minskade svarta medborgares rösträtt i delstaten.
Tillman efterträdde 1895 Matthew Butler som senator för South Carolina. Han blev känd för sitt hetlevrade temperament. Han var 1902 inblandad i ett slagsmål med kollegan John L. McLaurin. Han initierade slagsmålet då han beskyllde McLaurin för att ha svikit demokraterna genom att rösta med republikanerna i en omröstning som gällde annekteringen av Filippinerna. Efter några smädelser gick Tillman sedan till fysiskt angrepp. Senaten fördömde båda senatorernas beteende med 54 röster mot 12. Tillman var 1907 upphovsmannen bakom lagen Tillman Act som för första gången begränsade företagens kampanjbidrag. Lagen visade sig ineffektiv på grund av svaga uppföljningsmekanismer.
Senator Tillman avled 1918 i ämbetet och efterträddes av Christie Benet.